# Кожемяко, Олег Николаевич
Оле́г Никола́евич Кожемя́ко (род. 17 марта 1962, Черниговка, Приморский край) — российский государственный и политический деятель. Губернатор Приморского края с 20 декабря 2018 (врио 26 сентября — 20 декабря 2018). Секретарь Приморского регионального отделения партии «Единая Россия» с 11 ноября 2019.
Губернатор Корякского автономного округа (2005—2007). Губернатор Амурской области (2008—2015). Губернатор Сахалинской области (2015—2018). Единственный российский губернатор, возглавлявший четыре региона.

## Биография

### Происхождение, ранние годы жизни
Олег Кожемяко родился 17 марта 1962 года в селе Черниговка Приморского края. Отец политика, Николай Иванович Кожемяко, родом из села Николаевка Бурейского района Амурской области, был восьмым ребёнком в семье строителей Дальнесибирской железной дороги — переселенцев из Черниговской губернии и Белоруссии. Мать политика, Зинаида Кожемяко, также родилась в Амурской области, происходит из семьи переселенцев из Белоруссии. Родители Олега Кожемяко поженились в Амурской области, вскоре переехали в Черниговку, где в семье родилась двойня — Олег и его сестра-близнец Ольга. Затем семья уехала в Лучегорск, где его родители участвовали в строительстве Приморской ГРЭС. После завершения строительства Николай Кожемяко остался работать в стройуправлении ГРЭС до 1996 года.
В 1979 году Олег Кожемяко приехал во Владивосток для поступления в вуз. Подавал документы на исторический факультет ДВГУ, но не прошёл конкурс.
В 1980 году учился во Владивостокском строительном техникуме Министерства обороны СССР. Однако обучение в нём не завершил. Перешёл в Хабаровский монтажный техникум.
В 1981—1982 годах работал в Лучегорске на Приморской ГРЭС треста «Дальэнергострой», был слесарем-сантехником электроцеха, мастером цеха гидротехнических сооружений строительного управления.
В 1982 году окончил Хабаровский монтажный техникум.
В ноябре 1982 года в возрасте 20 лет Кожемяко был призван в Советскую армию, проходил службу в строительных войсках в Алтайском крае. Служил в Вооружённых силах СССР два года.
С 1985 жил во Владивостоке, где с 1985 по 1988 год работал мастером по капитальному ремонту Дальневосточного коммерческого института.

### Предпринимательская деятельность
Поступил[когда?] в Дальневосточный коммерческий институт на экономическое направление. Будучи студентом третьего курса решил, что пора зарабатывать деньги и жить самостоятельно.
В 1987 году основал кооператив «Галатея» по выращиванию и продаже цветов.
В 1989 году создал кооператив «Приморский», позже ставший производственно-пищевым объединением (ППО) «Приморское».
В 1992 году в 30 лет окончил Дальневосточный коммерческий институт.
В 1995 году был избран заместителем председателя совета директоров ОАО «Преображенская база тралового флота» (ПБТФ). В 1997 году ППО «Приморское» стало основным акционером ПБТФ, и в июне 1998 года Кожемяко возглавил совет директоров ПБТФ.
С 1990-х годов Олег Кожемяко был известен как друг и соратник приморского губернатора Евгения Наздратенко. В октябре 1997 года в газете «Известия» вышла серия публикаций «Мафия и море» о криминальных делах Наздратенко и его команды (в которую входил и Олег Кожемяко). По данным СМИ, после этого президент Ельцин поручил начальнику главного контрольного управления президента Владимиру Путину разобраться с «рыболовным беспределом». О результатах проверки не сообщалось. В 2002 году газета «Коммерсантъ» утверждала, что Наздратенко — на тот момент уже глава Госкомрыболовства — часто посещал ПБТФ и активно лоббировал её интересы.
В 2009 году Олег Кожемяко стал совладельцем завода по выпуску ликёро-водочной продукции «Арго-1».
В 2018 году семья Кожемяко, на тот момент губернатора Сахалина, продала ПБТФ сахалинской компании «Остров Сахалин», аффилированной с экс-сенатором от Сахалинской области Александром Верховским. На момент продажи жене губернатора Ирине Герасименко принадлежали 28,05 % компании, сестре-близнецу Кожемяко Ольге Кравченко — 27,4 %, сыну губернатора Никите — 11,1 %.

### Законодательное собрание Приморского края

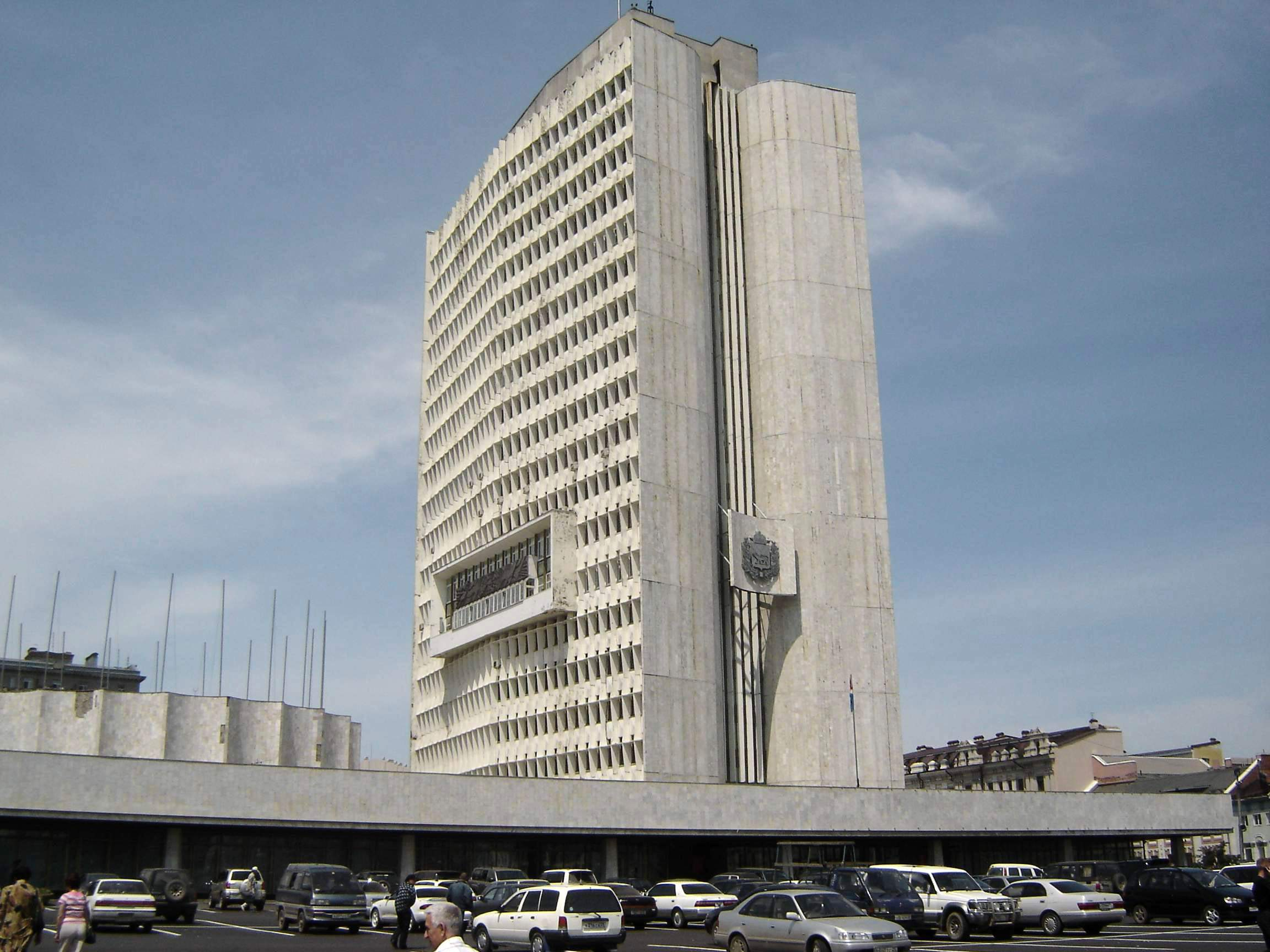
Здание заксобрания Приморья во Владивостоке.

28 августа 2001 года в Приморском крае были назначены выборы в законодательное собрание 3 созыва. Голосование назначили на 9 декабря 2001 года. Выборы проводились по мажоритарной системе, избиралось 39 депутатов по одномандатным округам на срок 5 лет. Кандидатам для регистрации дали возможность не только собирать подписи избирателей в свою поддержку, но и вносить денежный залог. Олег Кожемяко был зарегистрирован кандидатом в округе № 34. По итогам голосования 9 декабря 2001 года из 39 округов выборы признали состоявшимися лишь в 18. В 23 округах выборы были признаны несостоявшимися, так как явка избирателей составила менее 25 %, что являлось минимальным барьером. В округе № 34 Кожемяко получил большинство голосов и порог явки также был пройден. Однако новый созыв сформирован не был и следующие 6 месяцев продолжили работу депутаты второго созыва. Избранные 18 депутатов могли лишь присутствовать на заседаниях без права голоса.
9 июня 2002 года состоялись довыборы депутатов третьего созыва. Первое заседание депутатов третьего созыва состоялось 21 июня 2002 года. Председателем был вновь избран Сергей Сопчук, занимавший эту должность и в предыдущем созыве. Также были сформированы все шесть комитетов. Кожемяко вошёл в комитет по продовольственной политике и природопользованию.

### Совет Федерации
26 сентября 2002 года стало вакантной должность представителя заксобрания Приморского края в Совете Федерации, так как депутаты не подтвердили полномочия Михаила Глубоковского, избранного заксобранием предыдущего созыва и имевшего хорошие отношение с губернатором Сергеем Дарькиным. А в заксобрании 3 созыва около половины мест получили сторонники экс-губернатора Евгения Наздратенко и депутата Госдумы, экс-мэра Владивостока Виктора Черепкова. 23 октября 2002 года депутаты заксобрания должны были избрать нового представителя в Совете Федерации. Выбор был между кандидатурами вице-губернатора Приморья Игоря Иванова, имевшего поддержку губернатора Сергея Дарькина, и депутата заксобрания Олега Кожемяко, известного как личный друг Евгения Наздратенко. В результате тайного голосования из 34 депутатов 13 поддержали Игоря Иванова, 17 — Олега Кожемяко, 4 проголосовали против всех. Согласно регламенту заксобрания, кандидат может быть избран, если за него отдано 19 и более голосов.
27 ноябре 2002 года состоялось повторное голосование. В этот раз кандидатуру Кожемяко поддержал 21 депутат из 32 присутствовавших на заседании. Таким образом депутаты избрали Олега Кожемяко представителем в Совете Федерации. При этом возглавляемая Сергеем Дарькиным краевая администрация выступала против его кандидатуры, но избрание обеспечили депутаты, лояльные экс-губернатору Евгению Наздратенко. При этом он сдал мандат депутата заксобрания.
11 декабря 2002 года председатель Совета Федерации Сергей Миронов подтвердил полномочия Кожемяко.
В Совете Федерации входил в комитет по природным ресурсам и охране окружающей среды, комиссию по делам молодёжи и спорту, комиссию по информационной политике.

### Выборы губернатора Камчатской области
29 сентября 2004 года по собственному желанию сложил полномочия сенатора от Законодательного собрания Приморского края, хотя по закону мог работать вплоть до июня 2006 года. При этом официально Кожемяко никак не объяснил мотивы своей отставки. Однако высказывались предположения, что эта отставка связана с его планами избраться губернатором Камчатской области на выборах, назначенных на 5 декабря 2004 года.
Вскоре он стал советником спикера Совета Федерации и председателя «Партии жизни» Сергея Миронова.
Кожемяко был зарегистрирован на выборах губернатора Камчатской области. 5 декабря 2004 года на выборах губернатора Камчатской области занял третье место, получив 14,14 % голосов. Основным конкурентом был действующий губернатор Михаил Машковцев, который был переизбран.

### Губернатор Корякского автономного округа
В конце 2004 года губернатор Корякского автономного округа Владимир Логинов предложил Олегу Кожемяке должность вице-губернатора. На этой должности он должен был курировать «северный завоз» и обеспечение топливом.
18 января 2005 года Логинов назначен Кожемяко вице-губернатором Корякского автономного округа, при этом он стал шестым вице-губернатором в команде. В пресс-службе администрации КАО отмечали, что Логинов «рассчитывает на активное участие Олега Кожемяко в северном завозе и в обеспечении топливом энергоносителей округа». На этой должности он сменил Михаила Соколовского, который был обвинён в срыве отопительного сезона и лишён на три года права занимать руководящие должности. 25 января законодательная дума Корякского автономного округа утвердила Кожемяко в должности.
9 марта по личной инициативе президента Владимира Путина губернатор Корякского АО Владимир Логинов лишился своей должности — он был отстранён «за ненадлежащее исполнение обязанностей». Официально было объявлено, что он уходил по причине плохого обеспечения региона энергоносителями. Одновременно Путин указом назначил вице-губернатора Олега Кожемяко временно исполняющим обязанности губернатора округа.
7 апреля президент Владимир Путин по действовавшей на тот момент процедуре наделения полномочиями глав регионов РФ внёс кандидатуру Олега Кожемяко на рассмотрение думы Корякского автономного округа для наделения его полномочиями губернатора автономии. 14 апреля дума единогласно утвердила Кожемяко губернатором округа, «за» проголосовали все 12 депутатов. Председатель думы КАО Нина Солодякова (КПРФ) тогда рассказывала, что Олег Кожемяко известен в округе по «рыбной» деятельности: он курировал строительство Тымлатского рыбокомбината.
С 29 сентября 2006 по 16 марта 2007, с 25 мая по 29 ноября 2009, с 22 февраля по 3 октября 2013, с 10 ноября 2015 по 6 апреля 2016, с 18 июля 2018 по 28 января 2019 и с 21 декабря 2020 — член президиума Государственного Совета Российской Федерации.
1 июля 2007 года сложил полномочия в связи с объединением Корякии и Камчатки.
21 июля 2007 года вошёл в состав консультативной комиссии Госсовета и получил пост помощника главы Администрации Президента России.

### Губернатор Амурской области

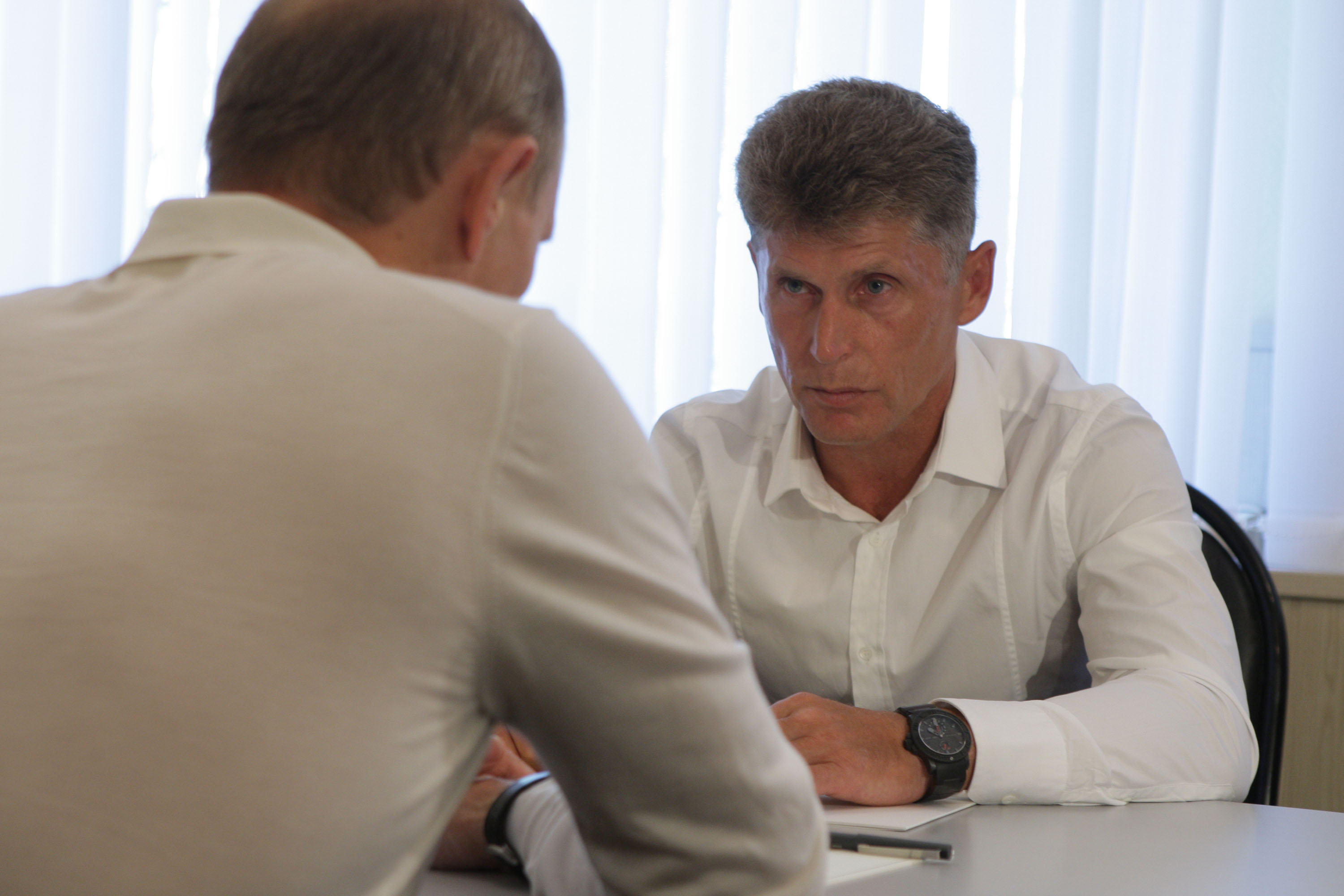
Губернатор Амурской области Олег Кожемяко на встрече с председателем правительства РФ Владимиром Путиным 28 августа 2010 года

16 октября 2008 года губернатор Амурской области Николай Колесов сложил полномочия после череды коррупционных скандалов, связанных с правительством Амурской области. Президент Дмитрий Медведев принял отставку и одновременно указом назначил Олега Кожемяко временно исполняющим обязанности губернатора области. Также 16 октября президент Медведев по действовавшей на тот момент процедуре наделения полномочиями глав регионов РФ внёс кандидатуру Олега Кожемяко на рассмотрение заксобрания Амурской области для наделения его полномочиями губернатора. 20 октября заксобрание Амурской области утвердило Олега Кожемяко в должности губернатора области. «За» проголосовали 22 депутата, против — 9.
В августе 2011 года Кожемяко принял решение участвовать в праймериз Единой России на место депутата Государственной думы VI созыва от Амурской области и занял в нём первое место.
4 декабря 2011 года был избран, однако от мандата он отказался.
В январе 2012 года Кожемяко обратился с письмом к премьеру Владимиру Путину, в котором просил федеральные власти не выплачивать пособие по безработице мужчинам в возрасте от 18 до 42 лет, не имеющим детей.
В июле 2012 года по результатам внутрипартийного праймериз Амурское региональное отделения «Единая Россия» выдвинула Кожемяко кандидатом на пост губернатора Амурской области. На прошедших 14 октября выборах одержал победу с результатом 77,28 % голосов.

### Губернатор Сахалинской области
25 марта 2015 года в соответствии с Указом Президента РФ назначен временно исполняющим обязанности губернатора Сахалинской области вместо Александра Хорошавина, уволенного с должности главы региона в связи с утратой доверия президента. До этого ИА «Дейта» высказало предположение о том, что Кожемяко будет назначен на должность министра по развитию Дальнего Востока, а Сахалинскую область возглавит действующий на тот момент глава Минвостокразвития Александр Галушка.
В сентябре 2015 года избран губернатором Сахалинской области на досрочных выборах с результатом 67,8 % голосов (явка — 37,59 %).

### Губернатор Приморского края

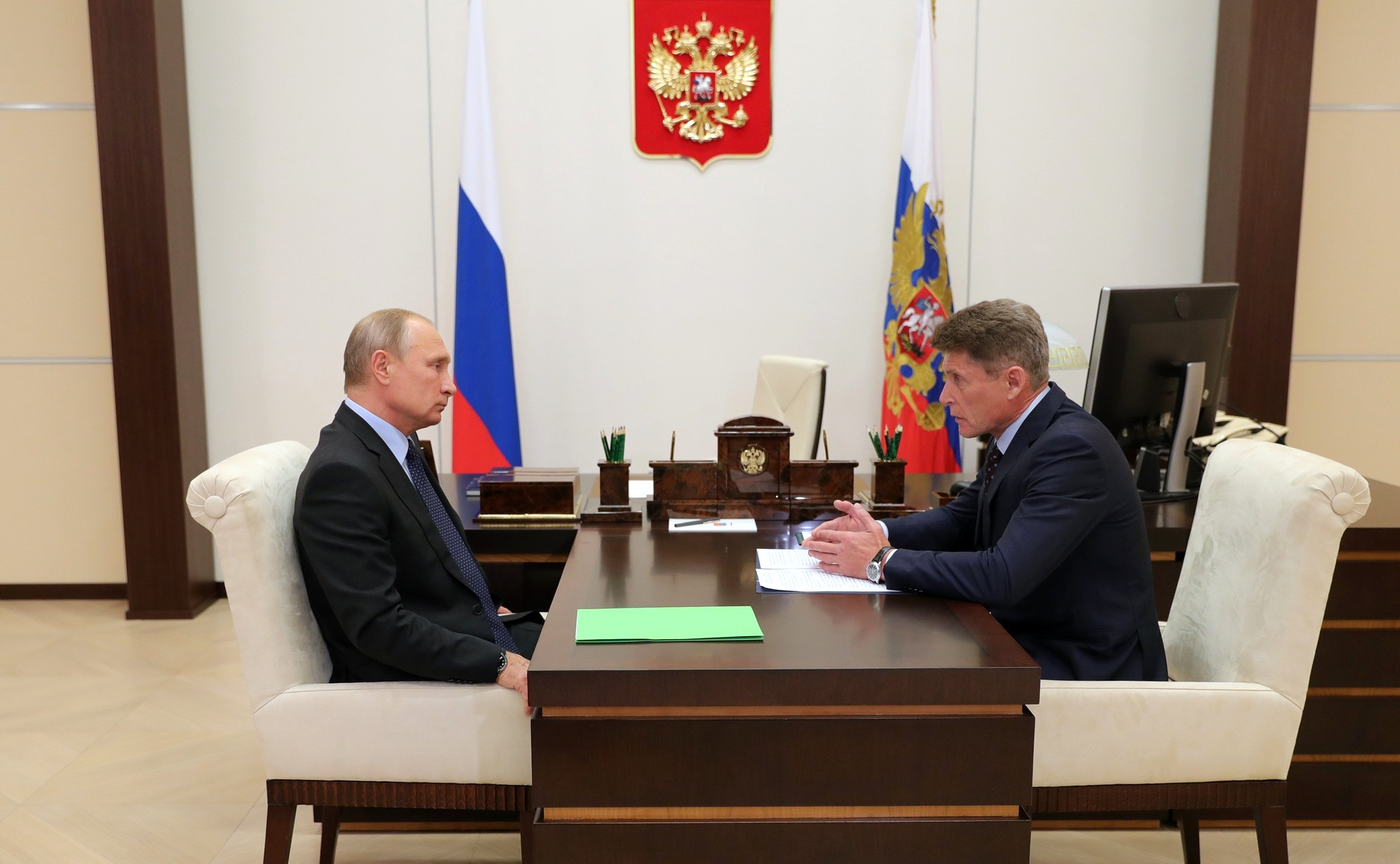
Губернатор Сахалинской области Олег Кожемяко на встрече с президентом РФ Владимиром Путиным, 26 сентября 2018 года

26 сентября 2018 года был назначен временно исполняющим обязанности губернатора Приморского края. 28 сентября Олег Кожемяко сообщил, что примет участие в декабрьских выборах губернатора Приморского края как самовыдвиженец.
В ноябре 2018 года участвовал в разрешении проблемы, связанной с недопустимыми условиями содержания косаток и белух в центре адаптации морских млекопитающих ТИНРО-Центра (ЦАММ ТИНРО-Центра) в бухте Средняя.
В середине декабря 2018 года владивостокские соцсети всколыхнул пост Евгения Ващенко о «даче Кожемяко» в бухте Мелководной Лазовского района. Участок площадью 45 тысяч квадратных метров расположен прямо на берегу моря. С одной стороны он окружён особо охраняемой природной территорией, а с другой — закрытым для доступа рыбоводным участком. Достоверного подтверждения тому, что территория с кадастровым номером 25:07:020101:77 действительно принадлежит Олегу Кожемяко, не было. Однако рыбоводный участок, о котором идёт речь, принадлежал ПАО «ПБТФ» — траловой базе флота, которую летом 2018 года продала семья Кожемяко. Согласно информации, изложенной на сайте ПБТФ, участок в бухте Мелководной использовался под разведение гребешка, морского ежа, трепанга и другой марикультуры. Согласно ст. 6 Водного кодекса РФ, водные объекты в России открыты и должны быть свободно доступны для всех граждан. Исключение из общего правила составляют лишь случаи установления режима обособленного водопользования, когда на основании ч. 2 ст. 38 Водного кодекса РФ находящиеся в государственной или муниципальной собственности водные объекты или их части были предоставлены для обеспечения обороны страны и безопасности государства, иных государственных или муниципальных нужд, обеспечение которых исключает использование водных объектов или их частей другими физическими лицами, юридическими лицами, а также для осуществления аквакультуры (рыбоводства). Однако подтверждение того, что участок ПБТФ обособлен так и не было найдено. Статус ООПТ участок 25:07:000000:1305 получил в 2016 году, а условная «дача» была поставлена на кадастр как «Земли сельскохозяйственного назначения для ведения личного подсобного хозяйства» в 2007 году.
Согласно декларации, поданной Олегом Кожемяко в 2018 году, в его собственности находилось 450 соток земли, четыре дома жилой площадью 30,8 м², 77,8 м², 84,6 м² и 158,5 м² и две квартиры площадью 49,7 м² и 114 м², а годовой доход составил 22,2 млн рублей.
16 декабря 2018 года Олег Кожемяко одержал победу на повторных выборах губернатора Приморского края. Ранее член ЦИК России Евгений Шевченко заявил, что избирком Приморского края направил обращения в прокуратуру, после появления в сети фейковых видео с «нарушениями» в ходе голосования на выборах губернатора региона.
Утром 22 декабря 2018 года (на следующий уик-энд после избрания губернатором Приморья) организовал во Владивостоке так называемую «зарядку с губернатором». Несколькими днями ранее в местных СМИ был распространён документ, подписанный начальником городского спортуправления Юлией Вельбик, с просьбой организовать участие 5-10 сотрудников подведомственных мэрии учреждений в этом мероприятии. Представители администрации факт какого-либо принуждения отрицали.
7 февраля 2020 Олег Кожемяко предложил перераспределить полномочия между краевыми и местными властями, чтобы позволить муниципалитетам самостоятельно управлять благоустройством и решать социальные задачи. Об этом сообщил в пятницу в интервью ТАСС глава региона.
11 сентября 2023 года победил на выборах губернатора Приморского края, получив 72,78 % голосов.

## Классный чин, учёная степень
- Действительный государственный советник Российской Федерации 3 класса.
- Кандидат экономических наук. [источник не указан 139 дней]

## Награды

### Российские
- Орден «За заслуги перед Отечеством» III степени (23 марта 2012) — за большой вклад в социально-экономическое развитие субъектов Российской Федерации и многолетнюю добросовестную работу[57].
- Орден «За заслуги перед Отечеством» IV степени (28 июня 2007) — за большой вклад в социально-экономическое развитие автономного округа[58].
- Почётная грамота Президента Российской Федерации (27 января 2010) — за активное участие в подготовке и проведении заседаний Государственного совета Российской Федерации[59].
- Почётная грамота правительства Российской Федерации (11 ноября 2009) — за большой личный вклад в развитие рыбохозяйственной отрасли[60]
- Медаль «За вклад в укрепление обороны Российской Федерации» (Минобороны России, 2019)[61].
- Специальная премия «За поддержку театрального искусства России» Национальной театральной премии «Золотая маска» (2025)[62].

### Иностранные
- Орден Почёта (22 сентября 2017, Белоруссия) — за значительный личный вклад в развитие всестороннего сотрудничества между Республикой Беларусь и Российской Федерацией[63][64][65].
- Юбилейный знак «80-летие освобождения Гомельской области» (Владивосток, 12 августа 2024)[66].

## Личная жизнь
Супруга — Ирина Герасименко, дочь танкиста — ветерана Великой Отечественной войны[значимость факта?]. Проживает в Москве. Является совладелицей большинства предприятий, принадлежавших Кожемяко до начала политической карьеры: ОАО «Преображенская база тралового флота», его оптовой «дочки» ЗАО "Торговый дом «Фили», ООО «Арго-1» (производство продуктов питания и алкоголя), ООО «Тымлатский рыбокомбинат», ООО «Термопласт», ООО «Бриг», ООО «Мотор». При этом в декларациях, которые ежегодно предоставляет Олег Кожемяко, доходы его супруги регулярно отсутствуют. Однако как писал Forbes, Ирина Герасименко занимает 24-е место в списке самых богатых женщин России. Её состояние в 2018 году оценивалось в 180 млн долларов.
Олег Кожемяко имеет трёх детей, из них двое родных (сын Никита и дочь Алиса), и один приёмный — дочь погибших родственников Валерия[значимость факта?]. Алиса получает высшее образование в Москве[значимость факта?]. В июле 2018 года неизвестные обокрали квартиру 19-летней Алисы Кожемяко в Москве, похитив $18000. Валерии в 2017 году было 11 лет, она учится в школе. Никита Кожемяко окончил бакалавриат МГУ по экономической специальности, и отслужил рядовым в морской пехоте во Владивостоке[значимость факта?]. Является владельцем компании «НК-Лотус» собирается построить в ТОР «Михайловский» тепличный комплекс, где будут массово выращивать овощи для региона. В прошлом занимался бизнесом в самых различных отраслях, например, его алкогольная компания выпускала пиво, коньяк, водку, в том числе под брендом «Никита Кожемяко». Также им были организованы сеть пиццерий, кафе, ресторан. По данным ИАС Seldon.Basis, Никита Кожемяко также владеет 49 % компании ООО «Восход», 51 % которой принадлежит ПАО «ПБТФ». По информации Минвостокразвития, «Восход» собирался заняться добычей и первичной переработкой краба в Лазовском районе в рамках льгот свободного порта Владивосток.
Сестра-близнец — Ольга Николаевна Кравченко (урождённая Кожемяко).

## Увлечения
Активно занимается спортом (бокс, лыжи, бег, плавание, триатлон, моржевание) и даже поставил на лыжи сахалинских чиновников[значимость факта?]. Со времён работы губернатором Амурской области является байкером, водит мотоцикл Harley-Davidson, но из-за санкций был вынужден пересесть на мотоцикл ИЖ сделанный в РФ.
Любит собак, вместе с семьёй занимается разведением щенков[значимость факта?]. В загородном доме Олега Кожемяко живут две собаки породы сибирский хаски — Дина и Каюр.[значимость факта?]

## Внесение в базу «Миротворец»
28 мая 2022 года Олег Кожемяко попал в базу данных украинского сайта «Миротворец». По данным проекта, губернатору вменяют: «Покушение на суверенитет и территориальную целостность Украины», «участие в нападении России на Украину 24.02.2022», «соучастие в преступлениях российской власти против Украины и её граждан».

В своём канале в Telegram губернатор ответил, что рад оказаться в списке среди других уважаемых людей:
Только что узнал, что меня внесли в базу сайта «Миротворец» на Украине за то, что побывал на Донбассе. Но Луганская и Донецкие народные республики — это независимые государства. Поэтому не хватало нам ещё спрашивать у враждебного нам нынешнего украинского руководства, куда нам ездить. Ездили и будем ездить. На этом незаконном сайте много достойных людей. Искренне рад к ним присоединиться. Служу России!
Олег Кожемяко является активным сторонником ведения боевых действий на территории Украины. Так в 2022 году по его инициативе, в Приморье были созданы несколько отрядов наемников добровольцев «Тигр», на содержание которых выделяются большие деньги. Например зарплата одного наемника составляет 200—400 тыс.р в месяц, а на современную спецтехнику для отряда не жалеют средств. При этом сам губернатор не стесняется обращаться к рядовым жителям региона, с просьбами о денежной помощи — от носков и сгущенки, до автомобилей и спец.средств.
Кожемяко регулярно отправляет в ДНР автомобили, произведённые в «недружественных» странах, типа Японии, поддержавшей антироссийские санкции и являющейся военным союзником США. Также произошел курьезный случай с покупкой китайских дронов, которые Кожемяко назвал «сделанными в Приморье», то есть полностью российскими. Но многие люди выразили сомнения в этом, указав на схожесть дрона с китайским аналогом.

## Тайфуны и наводнения
Общеизвестно, что Приморье расположено в зоне прохождения тропических тайфунов, приходящих с экватора. Поэтому регион ежегодно страдает от наводнений, вызванных тропическими ливнями в основном в конце лета и начала осени. К сожалению власти зачастую не готовы к ударам стихии, о чём свидетельствуют последствия тайфунов «Хиннамор» и «Ханун».
В сентябре 2022 года супертайфун «Хиннамор» принес месячную норму осадков на юго-восток края, вызвав серьёзные разрушения. Наиболее сильно пострадал Партизанский р-н. Так вблизи села Екатериновка пойма реки Партизанская (Сучан) стала похожа на огромное озеро, затопив сельхозугодья, поля и огороды, и смыла единственный мост на трассе Находка — Партизанск. На саммите ВЭФ во Владивостоке Кожемяко заявил В.Путину что «особых последствий от тайфуна нет», хотя это не совсем соответствовало действительности.
Тайфун «Ханун» нанёс удар по региону 11 августа 2023 года. Очень сильно пострадали города Уссурийск и Спасск-Дальний. Так в Уссурийске была разрушена дамба стоимостью 300 млн руб. В итоге крупный район «Семь ветров» оказался затоплен. В сети сразу появилась вполне разумная критика данного сооружения, такая как — отсутствие специалистов-гидротехников при проектировании, неэффективность 44-го ФЗ, когда от конкурса до выполнения работ несколько цепочек и снижение цены, что резко влияет на качество, нарушение технологий и пр. В итоге СК возбудил уголовное дело по данному происшествию.

## Санкции
19 октября 2022 года включён в санкции Украины как «глава государственного органа, осуществлявший поддержку/поощрение/публичное одобрение политики РФ, направленной на проведение военных действий и геноцид гражданского населения в Украине».
24 февраля 2023 года включён Госдепом США в санкционный список лиц причастных к «осуществлению российских операций и агрессии в отношении Украины, а также к незаконному управлению оккупированными украинскими территориями в интересах РФ», в частности за «призыв граждан на войну в Украине».
24 февраля 2024 года включён в санкционный список Австралии за причастность к депортации украинских детей в Россию.